# Coupe du monde de biathlon 1979-1980
Navigation
Édition précédente Édition suivante
La 3e édition de la Coupe du monde de biathlon se déroule entre le 10 janvier 1980 et le 30 mars 1980. La compétition se compose de cinq étapes, la première à Ruhpolding en Allemagne de l'Ouest, la dernière à Mourmansk en URSS, et est ponctuée en février par les Jeux olympiques de 1980 à Lake Placid. 

## Programme
La saison 1979-1980 est organisée selon le calendrier suivant :
| Étape | Lieu                 | Date début      | Date fin        |
| ----- | -------------------- | --------------- | --------------- |
| 1     | Ruhpolding           | 18 janvier 1980 | 20 janvier 1980 |
| 2     | Antholz - Anterselva | 24 janvier 1980 | 27 janvier 1980 |
| 3     | Lahti                | 14 mars 1980    | 16 mars 1980    |
| 4     | Hedenäset            | 20 mars 1980    | 23 mars 1980    |
| 5     | Mourmansk            | 27 mars 1980    | 30 mars 1980    |

## Classement

### Classement général
| Rang | Nom                | Points | Victoire(s) |
| ---- | ------------------ | ------ | ----------- |
|      | Frank Ullrich      | 148    | 4           |
| 2    | Klaus Siebert      | 146    | 3           |
| 3    | Eberhard Rösch     | 133    | 1           |
| 4    | Vladimir Gavrikov  | 129    | 2           |
| 5    | Mathias Jung       | 127    | -           |
| 6    | Rudolf Horn        | 83     | -           |
| 7    | Anatoli Aliabiev   | 79     | -           |
| 8    | Terje Krokstad     | 75     | -           |
| 9    | Manfred Beer       | 73     | -           |
| 10   | Vladimir Velichkov | 70     | -           |

## Calendrier et podiums

### Hommes

#### Épreuves individuelles[2]
| Étape                                           | Lieu                 | Épreuve          | Date            | Vainqueur         | Deuxième           | Troisième          | Leader du classement général                           |
| ----------------------------------------------- | -------------------- | ---------------- | --------------- | ----------------- | ------------------ | ------------------ | ------------------------------------------------------ |
| 1                                               | Ruhpolding           | Individuel 20 km | 18 janvier 1980 | Klaus Siebert     | Eberhard Rösch     | Matthias Jacob     | Klaus Siebert                                          |
| 1                                               | Ruhpolding           | Sprint 10 km     | 19 janvier 1980 | Frank Ullrich     | Klaus Siebert      | Yvon Mougel        | Klaus Siebert                                          |
| 2                                               | Antholz - Anterselva | Individuel 20 km | 24 janvier 1980 | Klaus Siebert     | Frank Ullrich      | Alfred Eder        | Klaus Siebert                                          |
| 2                                               | Antholz - Anterselva | Sprint 10 km     | 26 janvier 1980 | Frank Ullrich     | Mathias Jung       | Manfred Beer       | Klaus Siebert                                          |
| Jeux olympiques de 1980 (16 au 22 février 1980) |                      |                  |                 |                   |                    |                    |                                                        |
| JO                                              | Lake Placid          | Individuel 20 km | 16 février 1980 | Anatoli Aliabiev  | Frank Ullrich      | Eberhard Rösch     | Épreuves non comptabilisées pour le classement général |
| JO                                              | Lake Placid          | Sprint 10 km     | 19 février 1980 | Frank Ullrich     | Vladimir Alikin    | Anatoli Aliabiev   | Épreuves non comptabilisées pour le classement général |
| Fin des Jeux olympiques                         |                      |                  |                 |                   |                    |                    |                                                        |
| 3                                               | Lahti                | Individuel 20 km | 14 mars 1980    | Vladimir Gavrikov | Mathias Jung       | Keijo Kuntola      | Frank Ullrich                                          |
| 3                                               | Lahti                | Sprint 10 km     | 15 mars 1980    | Vladimir Gavrikov | Frank Ullrich      | Klaus Siebert      | Frank Ullrich                                          |
| 4                                               | Hedenäset            | Individuel 20 km | 20 mars 1980    | Klaus Siebert     | Frank Ullrich      | Eberhard Rösch     | Frank Ullrich                                          |
| 4                                               | Hedenäset            | Sprint 10 km     | 22 mars 1980    | Frank Ullrich     | Klaus Siebert      | Vladimir Alikin    | Frank Ullrich                                          |
| 5                                               | Mourmansk            | Individuel 20 km | 27 mars 1980    | Frank Ullrich     | Vladimir Velichkov | Eberhard Rösch     | Frank Ullrich                                          |
| 5                                               | Mourmansk            | Sprint 10 km     | 29 mars 1980    | Eberhard Rösch    | Vladimir Alikin    | Vladimir Velichkov | Frank Ullrich                                          |